# Laurie Frink
Laurie Ann Frink (8 août 1951, Pender (Nebraska) - 13 juillet 2013, New York) était une trompettiste de jazz américaine œuvrant principalement dans les big bands. 
Frink a fréquenté l'Université du Nebraska de 1969 à 1972, puis elle a étudié auprès de Jimmy Maxwell  de 1972 à 1974.  De 1978 à 1987, elle joue de la trompette au sein de l'orchestre dirigé par Mel Lewis et fait partie du groupe de Gerry Mulligan.  Elle travaille avec George Russell en 1980 et avec les groupes de Benny Goodman (1986) et Buck Clayton (1988).  Elle commence à jouer dans l'ensemble de Bob Mintzer en 1984; elle y restera jusqu'en 1997.  À partir de 1992, elle est membre de l'orchestre de Maria Schneider.  
Tout au long de sa carrière, elle enseigne à New York, notamment à la Manhattan School of Music, à la New School for Social Research, au Westchester Conservatory et à l'Université d'État de New York.  Plus tard dans sa carrière, elle joue avec John Hollenbeck, Darcy James Argue et Ryan Truesdell.  Avec John McNeil, elle publie la méthode Flexus: Trumpet Calisthenics for the Modern Improviser en 2003.  
Elle décède d'un cancer des voies biliaires en 2013. 